# 正五角台塔柱
正五角台塔柱（せいごかくだいとうちゅう、Elongated pentagonal cupola）は、20番目のジョンソンの立体で、正十角柱の1つの底面に正五角台塔をつけた形である。

## 関連図形
| 正十角柱 （正五角台塔を取り除く）                         | 正五角台塔 （正十角柱を取り除く）                       | 同相双五角台塔柱 （正五角台塔を同相になるように追加）       |
| 異相双五角台塔柱 （正五角台塔を同相にならないように追加） | 同相五角台塔丸塔柱 （正五角丸塔を同相になるように追加） | 異相五角台塔丸塔柱 （正五角丸塔を同相にならないように追加） |
| 正五角台塔反柱 （角柱部分を18°ねじる）                    | 正四角台塔柱 （台塔の角の数を減らす）                   | 正三角台塔柱 （台塔の角の数を更に減らす）                   |